# Steinwenden
Steinwenden ist eine Ortsgemeinde im Landkreis Kaiserslautern in Rheinland-Pfalz. Sie gehört der Verbandsgemeinde Ramstein-Miesenbach an.

## Geographie

### Lage
Steinwenden liegt am Übergangsbereich vom Landstuhler Bruch ins Nordpfälzer Bergland. Die Gemeinde gliedert sich in die Ortsteile Steinwenden, Obermohr und Weltersbach.
| Ortsteil    | Einwohnerzahl (Stand: 1. Januar 2005) | Fläche in ha |
| ----------- | ------------------------------------- | ------------ |
| Steinwenden | 1368                                  | 496          |
| Obermohr    | 706                                   | 496          |
| Weltersbach | 589                                   | 229          |

Nachbargemeinden sind – im Uhrzeigersinn – Kottweiler-Schwanden, Ramstein-Miesenbach, Hütschenhausen, Niedermohr und Reichenbach-Steegen.

### Gewässer
Mitten durch Steinwenden verläuft in Ost-West-Richtung der Mohrbach. Am östlichen Siedlungsrand nimmt er von rechts den Schwanderbach auf. Innerhalb von Obermohr mündet – ebenfalls von rechts – der Reuschbach in den Mohrbach. Im äußersten Osten bildet der Miesenbach die Grenze zu Ramstein-Miesenbach.

## Geschichte
Obermohr wurde bereits im Jahr 987 erstmals urkundlich erwähnt, Steinwenden im Jahr 1180 und Weltersbach im Jahr 1328. Von 1559 bis 1592 gehörte Steinwenden zu Pfalz-Lautern, anschließend bis Ende des 18. Jahrhunderts zur Kurpfalz. Die drei Orte unterstanden innerhalb letzterer dem Oberamt Lautern, Obermohr und Weltersbach waren dem Gericht Ramstein zugeordnet, Steinwenden bildete ein eigenes Gericht, zu dem ebenso die Dörfer Kottweiler, Mackenbach, Miesenbach und Schwandheim gehörten.
Von 1798 bis 1814, als die Pfalz Teil der Französischen Republik (bis 1804) und anschließend Teil des Napoleonischen Kaiserreichs war, war Steinwenden in den Kanton Landstuhl eingegliedert. Anschließend wechselte der Ort in das Königreich Bayern. Von 1818 bis 1862 gehörte er dem Landkommissariat Homburg an; aus diesem ging das Bezirksamt Homburg  hervor. Da ein Teil des Bezirksamts – einschließlich Homburg selbst – 1920 dem neu geschaffenen Saargebiet zugeschlagen wurde, wechselte Steinwenden ins Bezirksamt Kaiserslautern und wurde bis 1938 von einer in Landstuhl ansässigen Bezirksamtsaußenstelle verwaltet.
Ab 1939 war der Ort Bestandteil des Landkreises Kaiserslautern. Nach dem Zweiten Weltkrieg wurde Steinwenden innerhalb der französischen Besatzungszone Teil des damals neu gebildeten Landes Rheinland-Pfalz.
Im Zuge der ersten rheinland-pfälzischen Verwaltungsreform wurde die bis dahin selbständige Gemeinde Weltersbach wurde am 1. September 1965 nach Steinwenden eingemeindet und am 7. Juni 1969 folgte die Eingemeindung von Obermohr. 1972 wurde Steinwenden Bestandteil der neu gebildeten Verbandsgemeinde Ramstein-Miesenbach.

### Konfessionsstatistik

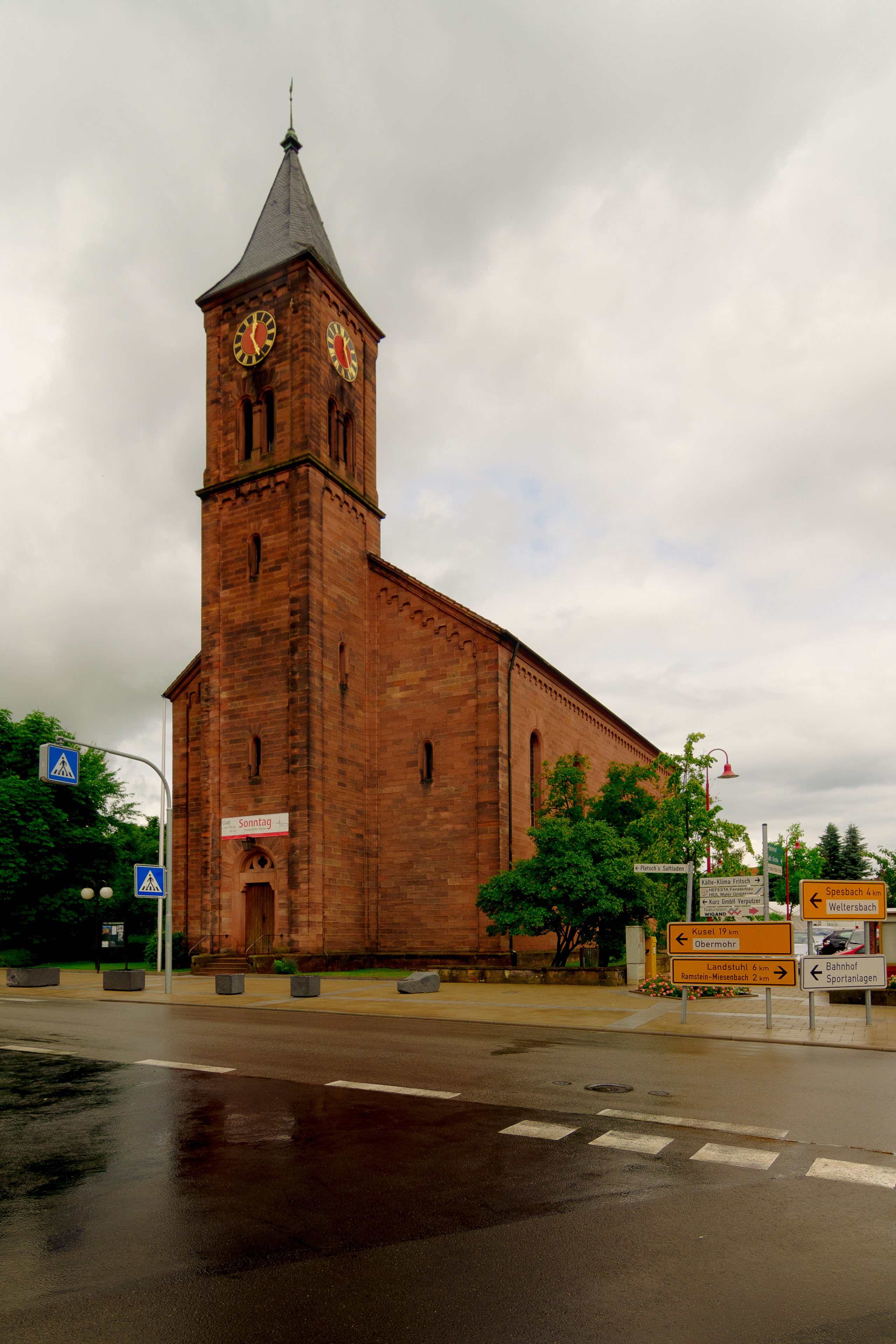
Evangelische Kirche

Im Jahre 2012 waren 42,1 % der Einwohner evangelisch und 36,3 % katholisch. Die übrigen 21,7 % gehörten einer anderen Glaubensgemeinschaft an oder waren konfessionslos. Der Anteil der evangelischen und katholischen Kirchenmitglieder an der Gesamtbevölkerung ist seitdem gesunken. Ende Juni 2025 hatten 31,9 % der Einwohner die evangelische und 28,2 % die katholische Konfession. 40,0 % gehörten entweder einer anderen Glaubensgemeinschaft an oder waren konfessionslos.

## Politik

### Gemeinderat
Der Gemeinderat in Steinwenden besteht aus 16 Ratsmitgliedern, die bei der Kommunalwahl am 9. Juni 2024 in einer personalisierten Verhältniswahl gewählt wurden, und dem ehrenamtlichen Ortsbürgermeister als Vorsitzendem. Bis zur Wahl 2019 waren es 20 Ratsmitglieder.
Die Sitzverteilung im Gemeinderat:
| Wahl | SPD | CDU | FWG | Gesamt   |
| ---- | --- | --- | --- | -------- |
| 2024 | 4   | 9   | 3   | 16 Sitze |
| 2019 | 5   | 7   | 4   | 16 Sitze |
| 2014 | 7   | 11  | 2   | 20 Sitze |
| 2009 | 9   | 9   | 2   | 20 Sitze |
| 2004 | 9   | 8   | 3   | 20 Sitze |

- FWG = Freie Wählergruppe Steinwenden-Weltersbach-Obermohr e. V.

### Bürgermeister
Ralf Guckenbiehl (CDU) wurde am 9. Juli 2024 Ortsbürgermeister von Steinwenden. Bei der Direktwahl am 9. Juni 2024 war er als einziger Bewerber mit einem Stimmenanteil von 85,1 % für fünf Jahre gewählt worden.
Sein Vorgänger Matthias Huber (CDU) hatte das Amt 15 Jahre inne und kandidierte bei der Wahl 2024 nicht erneut.

### Wappen
| Wappen von Steinwenden | Blasonierung: „Von Rot und Schwarz durch einen goldenen Wellenbalken geteilt, oben rechts ein goldener Reichsapfel mit goldenem Bügel und goldenem Tatzenkreuz, oben links ein rotbewehrter und -bezungter goldener Löwe, der ein aus dem schwarzen Schildfuß aufsteigendes beblättertes goldenes Schilfrohr hält.“ |
| Wappen von Steinwenden | Wappenbegründung: Es wurde 1979 von der Bezirksregierung Neustadt genehmigt und vereinigt die Figuren der historischen Wappen der Ortsteile. Der Pfälzer Löwe erinnert zudem an die ehemalige Zugehörigkeit aller drei Orte zur Kurpfalz.                                                                           |

## Kultur

### Kulturdenkmäler
Vor Ort befinden sich insgesamt neun Objekte, die unter Denkmalschutz stehen.

### Natur
Im Gemeindegebiet existieren insgesamt vier Naturdenkmale.

## Wirtschaft und Infrastruktur

### Wirtschaft
Steinwenden ist am Reichswald berechtigt. Darüber hinaus befindet sich vor Ort eine Filiale der Volksbank Glan-Münchweiler.

### Verkehr

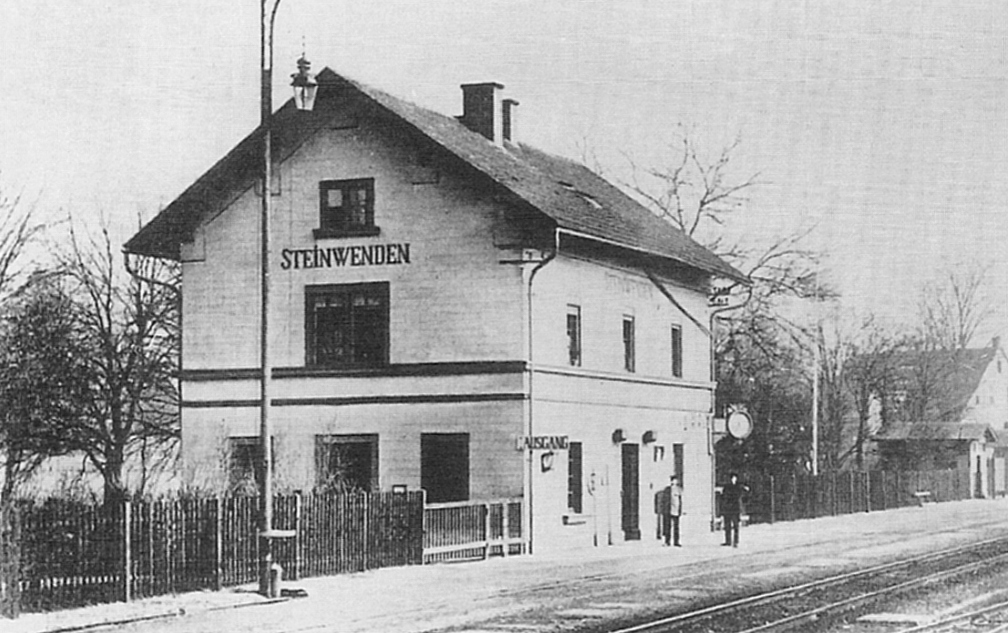
Bahnhof Steinwenden im Jahr 1911

Durch Steinwenden verläuft die Landesstraße 363. Die Kreisstraße 9 verbindet die Gemeinde Hütschenhausen und Kottweiler-Schwanden. Die nächsten Autobahnanschlussstellen sind Ramstein-Miesenbach an der A 6 Saarbrücken–Mannheim und Hütschenhausen an der A 62.
Steinwenden liegt im Bereich des Verkehrsverbundes Rhein-Neckar. An den Haltepunkten Obermohr und Steinwenden der 1868 eröffneten Bahnstrecke Landstuhl–Kusel halten stündlich Nahverkehrszüge der Deutschen Bahn. Ersterer wurde 1955 in Betrieb genommen, letzterer war bis Ende der 1980er Jahre ein Bahnhof. Innerhalb der Gemeinde verkehrt außerdem ein Bürgerbus.

### Gemeindeeinrichtungen
- im Ortsteil Steinwenden die Schulsporthalle und das Kleinspielfeld in der Goethestraße
- im Ortsteil Weltersbach die Mehrzweckhalle, Sportplätze und eine Schießanlage in der Bergstraße

### Tourismus
Durch die Gemeinde verläuft der mit einem roten Kreuz markierte Fernwanderweg Franken-Hessen-Kurpfalz. Mit einem internationalen Bildhauersymposien entstand 2012 in privater Initiative der Skulpturenweg Steine für Steinwenden. Er ist ein Teilstück des Skulpturenwegs Rheinland-Pfalz.

## Persönlichkeiten

### Söhne und Töchter der Gemeinde
- Carl David Weber (1814–1881), deutschamerikanischer Unternehmer, Gründer der Stadt Stockton
- Benedikt Menges (1840–1904), Benediktinerabt und Gründer der Abtei St. Bernhard, Cullman, Alabama, USA
- Hans Stempel (1894–1970), Theologe
- Roland Lang (1938–2012), Ortsbürgermeister von Steinwenden (1992–2004), MdL Rheinland-Pfalz
- Wolfgang Schlick (* 1950), Jurist, Vizepräsident des Bundesgerichtshofs.

### Persönlichkeiten, die vor Ort gewirkt haben
- Florian Fromlowitz (* 1986), Fußballtorwart, spielt und trainiert seit 2018 beim SV Steinwenden.
- Johannes Häberle (1790–1858), Teilnehmer am Hambacher Fest, Rotgerber und Bürgermeister vor Ort
- Dennis Hefter (1993–2015), Volleyballspieler, spielte beim SV Steinwenden.
- Roland Paul (1951–2023), Historiker und Volkskundler, lebte in Steinwenden und wuchs dort auf.
- Adolf Trieb (1874–1950), Lehrer, war vor Ort von 1897 bis 1899 beruflich tätig.
- Karl-Heinz Werle (1925–2009), Politiker (SPD), saß von 1956 bis 1957 im Gemeinderat.